# Sidney Sonnino
Barão Sidney Sonnino (Pisa, 11 de março de 1847 — Roma, 24 de novembro de 1922) foi um político italiano. Ocupou o cargo de primeiro-ministro da Itália.

## Vida
Sonnino nasceu em Pisa, filho de pai de ascendência judaica que se converteu ao anglicanismo e mãe galesa. Ele foi criado por sua família na fé anglicana. Seu avô havia emigrado do gueto de Livorno para o Egito, onde fizera uma grande fortuna como banqueiro.
Aos 20 anos, Sonnino dedicou-se à carreira diplomática, trabalhando em Madri, Viena e Paris. Depois de se aposentar do serviço diplomático em 1873, foi eleito deputado da Camera dei deputati no distrito eleitoral de San Casciano em Val di Pesa em 1880. Foi membro da Câmara até setembro de 1919, da XIV à XXIV legislatura. Ele apoiou o sufrágio universal. Com uma investigação sobre as condições de vida dos camponeses sicilianos, que publicou em 1876, desencadeou uma ampla discussão sobre questões sociais na Itália. A tese de Sonnino era que o Estado deveria estabelecer programas de ajuda ao sul da Itália e à Sicília para combater o socialismo. No Parlamento, ele liderou a ala esquerda dos conservadores.
Sonnino foi ministro das Finanças em ambos os governos de Francesco Crispi, foi primeiro-ministro em 1906 e 1909 e ministro das Relações Exteriores no governo de Antonio Salandra em 1914. Nesta última função, ele tentou principalmente empurrar as reivindicações territoriais italianas e em 1915 se pronunciou fortemente a favor da entrada da Itália na Primeira Guerra Mundial, depois que os Aliados sinalizaram apoio a uma expansão italiana para o norte e leste, reafirmada no Tratado de Londres em abril de 1915.
Sonnino é o autor do Livro Verde (Livro Verde), que trata das negociações secretas entre a Itália e a Áustria-Hungria. Além disso, nos últimos anos de sua vida, ele fez uma campanha massiva pela fracassada anexação da Dalmácia após o fim da guerra e foi considerado um defensor do fascismo no campo liberal.
Desde março de 1919, membro honorário da Accademia dei Lincei, ele também foi admitido na Accademia della Crusca como membro em junho de 1921.

## Literatura
- Augusto Torre: Sonnino, Giorgio Sidney, barone. In: Enciclopedia Italiana, Vol. 32 Sod–Suo, Roma 1936.
- Sonnino, Sidney Costantino, barone. In: Dizionario di Storia, Roma 2011.
- Pier Luigi Ballini: Sonnino, Sidney Costantino. In: Raffaele Romanelli (ed.): Dizionario Biografico degli Italiani (DBI). Volume 93: Sisto V–Stammati. Istituto della Enciclopedia Italiana, Roma 2018.